# A través de tus ojos
A través de tus ojos es el decimotercer álbum de estudio lanzado por Los Bukis el 18 de octubre de 1991. Recibió una nominación al Premio Grammy por Mejor Álbum de Pop Latino .

## Lista de Canciones
Todas las canciones escritas y compuestas por Marco Antonio Solís.
| N.º | Título                   | Duración |  |
| 1.  | «Después de un adiós»    | 4:21     |  |
| 2.  | «Allá tu»                | 3:12     |  |
| 3.  | «Dime que no te perdí»   | 4:07     |  |
| 4.  | «Chiquilla bonita»       | 4:50     |  |
| 5.  | «Que puedo hacer por ti» | 4:38     |  |
| 6.  | «Dos»                    | 3:13     |  |
| 7.  | «A través de tus ojos»   | 3:18     |  |
| 8.  | «Mi deseo»               | 4:08     |  |
| 9.  | «No te des por vencido»  | 3:37     |  |
| 10. | «Mi ironía»              | 4:18     |  |

## Créditos

### Los Bukis
- Marco Antonio Solís: Voz líder y guitarra rítmica
- Joel Solís: Guitarra principal
- Roberto Guadarrama: 1°er teclado
- Eusebio "El Chivo" Cortéz: Bajo
- José "Pepe" Guadarrama: 2°do teclado y percusión
- Pedro Sánchez: Batería